# Барбате
Барбате (шп. Barbate) град је у Шпанији у аутономној заједници Андалузија у покрајини Кадиз. Према процени из 2017. у граду је живело 22 720 становника.

## Становништво
Према процени, у граду је 2017. живело 22 720 становника.
| 2017.  |
| ------ |
| 22.720 |